# Gymnoscelis imperviata
Gymnoscelis imperviata är en fjärilsart som beskrevs av Swinhoe 1900. Gymnoscelis imperviata ingår i släktet Gymnoscelis och familjen mätare. Inga underarter finns listade i Catalogue of Life.